# Barbus nasus
Barbus nasus är en fiskart som beskrevs av Günther, 1874. Barbus nasus ingår i släktet Barbus och familjen karpfiskar. IUCN kategoriserar arten globalt som nära hotad. Inga underarter finns listade.